# 게이츠헤드 밀레니엄 브리지
게이츠헤드 밀레니엄 브리지(영어: Gateshead Millennium Bridge)는 영국 잉글랜드 타인강의 도개교이다. 북단의 키사이드와 남단의 게이츠헤드 키(Quays)를 연결한다. 2001년 대중에 개방된 이래 독창적인 설계로 다수의 건축상을 수상하였다. 윌킨슨에어와 기포드가 공동으로 설계하였다. 움직이는 눈꺼풀과 닮은 특유의 구조는 '눈을 깜박이는 다리'라는 별명을 낳았다. 뉴캐슬어폰타인에서 6번째로 높은 구조물이다.

## 설계
직경 45 cm 크기의 수압 펌프 6개가 다리를 들어올려 작은 배와 보트들이 지나갈 수 있도록 설계되었다. 통과 가능한 배의 최대 높이는 25 m이다. 최대 40도까지 기울일 수 있으며 풍속에 따라 차이는 있지만 대체적으로 4분 30초가량 소요된다. 한 번 작동시킬 때마다 3.96 파운드가 소비된다.